# Salvia vvedenskii
Salvia vvedenskii là một loài thực vật có hoa trong họ Hoa môi. Loài này được Nikitina miêu tả khoa học đầu tiên năm 1962.